# Фролов, Валерий Митрофанович
Валерий Митрофанович Фролов (14 августа 1950, г. Алексеевка, Воронежская область — 24 октября 2012) — советский и украинский медик, специалист в области клинической иммунологии. Доктор медицинских наук, профессор (1988); Заслуженный деятель науки и техники Украины (2008).
Более четверти века (1986—2012) заведовал кафедрой инфекционных болезней и эпидемологии Луганского государственного медицинского университета, его почётный профессор (1999).
Являлся главным инфекционистом Луганщины.
Разработал современные методы диагностики и лечения острых и хронических гепатитов, рожи; был новатором в вопросах реабилитации вторичных иммунодефицитных состояний; широко занимался вопросами пропаганды и реализации здорового образа жизни.

## Биография
Ещё школьником в 1966 году был отмечен бронзовой медалью ВДНХ. Призёр Всероссийской школьной олимпиады по химии (Казань, 1966) и Всесоюзной школьной олимпиады по химии (Днепропетровск, 1967). Окончил с золотой медалью Алексеевскую школу № 1.
Затем с отличием окончил Воронежский государственный медицинский институт (1973), где был Ленинским стипендиатом. Занимался в студенческом кружке кафедры микробиологии профессора М. В. Земскова, избирался его старостой. В годы учёбы также работал в больнице. После окончания вуза зачислен в клиническую ординатуру, а после окончания последней — в аспирантуру при кафедре инфекционных болезней, окончил её в 1979 году. В том же году во 2-м МОЛГМИ в Москве защитил кандидатскую диссертацию по проблемам вирусного гепатита. Работал ассистентом (1978-83), доцентом (1983-86) кафедры инфекционных болезней и эпидемиологии альма-матер. В 1986 г. в НИИ инфекционных болезней и эпидемиологии им. Л. В. Громашевского в Киеве защитил докторскую диссертацию по патогенезу и терапии рецидивов рожи. После чего в Минздраве Украины ему было предложено возглавить кафедру инфекционных болезней в Луганском медицинском институте.
С 1986 года заведующий кафедрой инфекционных болезней и эпидемиологии Луганского государственного медицинского университета. Эта кафедра являлась клинической базой Фармкомитета СССР, а с 1999 г. — Фармакологического центра МЗ Украины. Курс эпидемиологии этой кафедре был передан в 1987 г. Основным научным направлением работы кафедры была клиническая иммунология различных патологических состояний.
Проф. В. М. Фролов с сотрудниками кафедры вместе с врачами практического здравоохранения неоднократно участвовали в ликвидации вспышек инфекционных заболеваний, в частности в 1988—1989 гг. — в Северодонецке и в Антраците (вспышки псевдотуберкулёза и иерсиниоза), в 1989 г. — в Луганске и Лутугино (вспышка дизентерии), в 1991—1992 гг. — в Луганске (вспышка брюшного тифа), в 1994 г. — в г. Кировске (вспышка гепатита А и Е).
В 1993—1999 гг. эксперт ВАК Украины. Первый в СНГ эксперт ВАК по специальности клиническая иммунология (с 1995).
Возглавлял Луганский отдел экологической иммунологии и генетики Украинского научного центра медицинской генетики АМН Украины (открыт в 1998).
Являлся главным внештатным инфекционистом Главного управления здравоохранения Луганской областной госадминистрации (с 1987 г. как главный внештатный инфекционист Луганского областного отдела здравоохранения), председателем Луганской ассоциации инфекционистов и членом президиума Ассоциации инфекционистов Украины.
Являлся председателем спецсовета по защите докторских диссертаций (1991—2012), членом докторского спецсовета при Институте им. Л. В. Громашевского АМН Украины.
Врач высшей категории по инфекционным болезням и клинической иммунологии.
Являлся Соросовским профессором.
Академик АНВШ Украины (1995) и Нью-Йоркской академии наук.
Многие годы практиковал моржевание.
Являлся членом редакционных коллегий и редсоветов журналов «Иммунология и аллергология», «Український медичний альманах», «Сучасна гастроентерологія», «Сучасні інфекції», «Інфекційні хвороби», «Фітотерапія», «Імунологія та алергологія», «Гепатология» и других, а также заместителем главного редактора научного сборника «Проблеми екологічної та медичної генетики i клінічної імунології».
В 1999 году отмечен золотой медалью Польской АН. Отмечался серебряной медалью ВДНХ. Отмечался почетными грамотами Луганской областной госадминистрации, в 2006 г. награжден медалью Луганского областного совета «За заслуги перед Луганщиной». Награжден почетными грамотами МЗ Украины и медалями «За заслуги перед Луганщиной» II и III степени.
Являлся лауреатом Всеукраинского конкурса «Золотая фортуна» (2001).
Консультант и руководитель 26 докторских и свыше 130 кандидатских диссертаций, в частности, под его началом защитили свои и кандидатские и докторские диссертации профессора Я. А. Соцкая и И. С. Гайдаш. Первым докторантом возглавляемой им кафедры был проф. Н. А. Пересадин — близкий друг и соратник В. М. Фролова. В. М. Фролов являлся руководителем и консультантом диссертационных работ, касающихся не только инфекционной патологии и эпидемиологии, но и занимался исследованиями в области терапии, педиатрии, гигиены, гинекологии, онкологии, психиатрии и других смежных специальностей, что было связано с потребностями ЛГМУ в подготовке необходимых кадров.
Как отмечал сам В. М. Фролов: «С Н. А. Пересадиным мы — сторонники натуральных, природных методов лечения вообще — и больных гепатитами в частности. Мы уже много лет активно используем лекарственные травы, разнообразные продукты пчеловодства, а также метод гирудотерапии» (2011).
Автор более 1000 научных статей и 25 монографий, получил 300 авторских свидетельств и патентов на изобретения Украины и России. Автор работ по апитерапии.

## Труды
Монографии
- Продукты пчеловодства и фитопрепараты в оздоровлении и лечении (в соавт.): Монография. Луганск. 1997.
- Фролов В. М., Пересадин Н. А. и др. Эффективность монофлерногоэхинацеевого меда и других продуктов пчеловодства в лечении и профилактике синдромов повышенной утомляемости и хронической усталости. — Пермь: Наука, 2007. — 102 с.
- Дієтотерапія при захворюваннях печінки, жовчовивідних шляхів та підшлункової залози / Г. А. Анохіна, В. М. Фролов, Н. В. Харченко, І. В. Лоскутова. — Київ: НМАПО ім. П. Л. Шупика, 2008. — 184 с.
- Health effect of the Chernobyl Accident — a Quarter of Century Aftermath / A. Serdiuk, V. Bebeshko, S. Yamashita, V. Frolov et al. — Kyiv: DIA, 2011. — 648 p.
- Фролов В. М., Пересадин Н. А. Современные подходы к лечению осложненных и рецидивирующих форм рожи. — СПб, 2012. — 68с.
- Романюк Б. П., Фролов В. М. Лікарські рослини в народній та науковій медицині (енциклопедичний довідник). — Луганськ: вид-во ЛДМУ, 2012. — 214 с.

Учебники и работы, утвержденные МОН и МЗ Украины
- Алергологія / Ю. В. Вороненко, Л. В. Кузнєцова, В. М. Фролов, Б. М. Пухлик [та інш.]. Національний підручник. — Київ, 2009. — 366 с.
- Кузнецова Л. В., Фролов В. М., Бабаджан В. Д. Клінічна та лабораторна імунологія. Національний підручник. — Київ, 2012. — 990 с.
- Інфекційні хвороби. Національний підручник / у числі співавторів: В. М. Фролов, М. О. Пересадін, Я. А. Соцьката інш. — Київ, 2012. — 990 с.
- Засоби народної медицини у профілактиці та лікуванні грипу: методичні рекомендації / Князевич В. М., Гарник Т. П., Фролов В. М., Пересадін М. О. — Київ, 2009. — 112 с.
- Лікування та профілактика грипу з використанням засобів народної та нетрадиційної медицини: методичні рекомендації / Князевич В. М., Гарник Т. П., Фролов В. М., Пересадін М. О. — Київ, 2009. — 32 с.
- Гірудотерапія / Кузнєцова Л. В., Фролов В. М., Пересадін М. О., Зєльоний І. І. [та інш.], під ред. д. мед. н., проф. Л. В. Кузнєцової. — Київ, 2010. — 236 с.
- Лікування та профілактика грипу з використанням засобів народної та нетрадиційної медицини / Гарник Т. П., Фролов В. М., Петріщева Л. В., Пересадін М. О. [та інш.], під ред. д. мед. н., проф. Т. П. Гарник. — Київ, 2010 — 58 с.
- Фармакологічні властивості отрути бджолиної та її застосування в медицині. Апітерапія / Гарник Т. П., Козименко Т. М., Фролов В. М. [та інш.] — 28 с.
- Фармакологические свойства яда пчелиного и его применение в медицине. Апитерапия / Гарник Т. П., Козименко Т. М., Фролов В. М., Петрищева В. А. [и др.]. — Киев, 2011. — 26 с.
- Алгоритм відбору пацієнтів для алергенспецифічної імунотерапії (АСІТ): методичні рекомендації / Кузнєцова Л. В., Назаренко О. П., Фролов В. М. [та інш.]. — Київ, 2011. — 32 с.

Другие работы
- Фролов В. М. Продукти бджільництва та фітопрепарати в оздоровленні й лікуванні / В. М. Фролов [та ін] ; Луганський держ. медичний ун-т. — Луганськ : Елтон- 2, 1999. — 201 с.